# إصبعيات الزعانف
إصبعيات الزعانف (الاسم العلمي: Dactylopteriformes)، رتبة أسماك من عمارة الأسماك العظمية.